# Jerzy Passendorfer
Jerzy Passendorfer, né le 8 avril 1923 à Vilnius (alors Wilno en Pologne) et mort le 20 février 2003 à Skolimów-Konstancin, est un réalisateur polonais. 
Il est notamment connu pour ses films de guerre et la série télévisée Janosik,. 
Sorti de l'Académie du film de Prague en 1951, il travaille d'abord comme assistant réalisateur, avant de signer son premier film Skarb kapitana Martensa en 1957,.
Il a été cofondateur et vice-président de l'Association des cinéastes polonais.
En 1996-1997, il est membre de la chambre basse du Parlement polonais représentant de l'Alliance de la gauche démocratique.
Il est enterré au cimetière de Powązki.

## Filmographie
Cinéma
- 1949 : D'autres nous suivront : participant à des cours secrets
- 1957 : Skarb kapitana Martensa
- 1959 : Zamach
- 1959 : Sygnały
- 1960 : Powrót
- 1961 : Wyrok
- 1962 : Zerwany most
- 1963 : Skąpani w ogniu
- 1964 : Barwy walki
- 1965 : Niedziela sprawiedliwości
- 1966 : Mocne uderzenie
- 1968 : Kierunek Berlin
- 1969 : Dzień oczyszczenia
- 1969 : Ostatnie dni
- 1970 : Akcja Brutus
- 1971 : Zabijcie czarną owcę
- 1974 : Janosik
- 1974 : Zwycięstwo
- 1986 : Mewy

Télévision
- 1973 : Janosik